# Akindsji

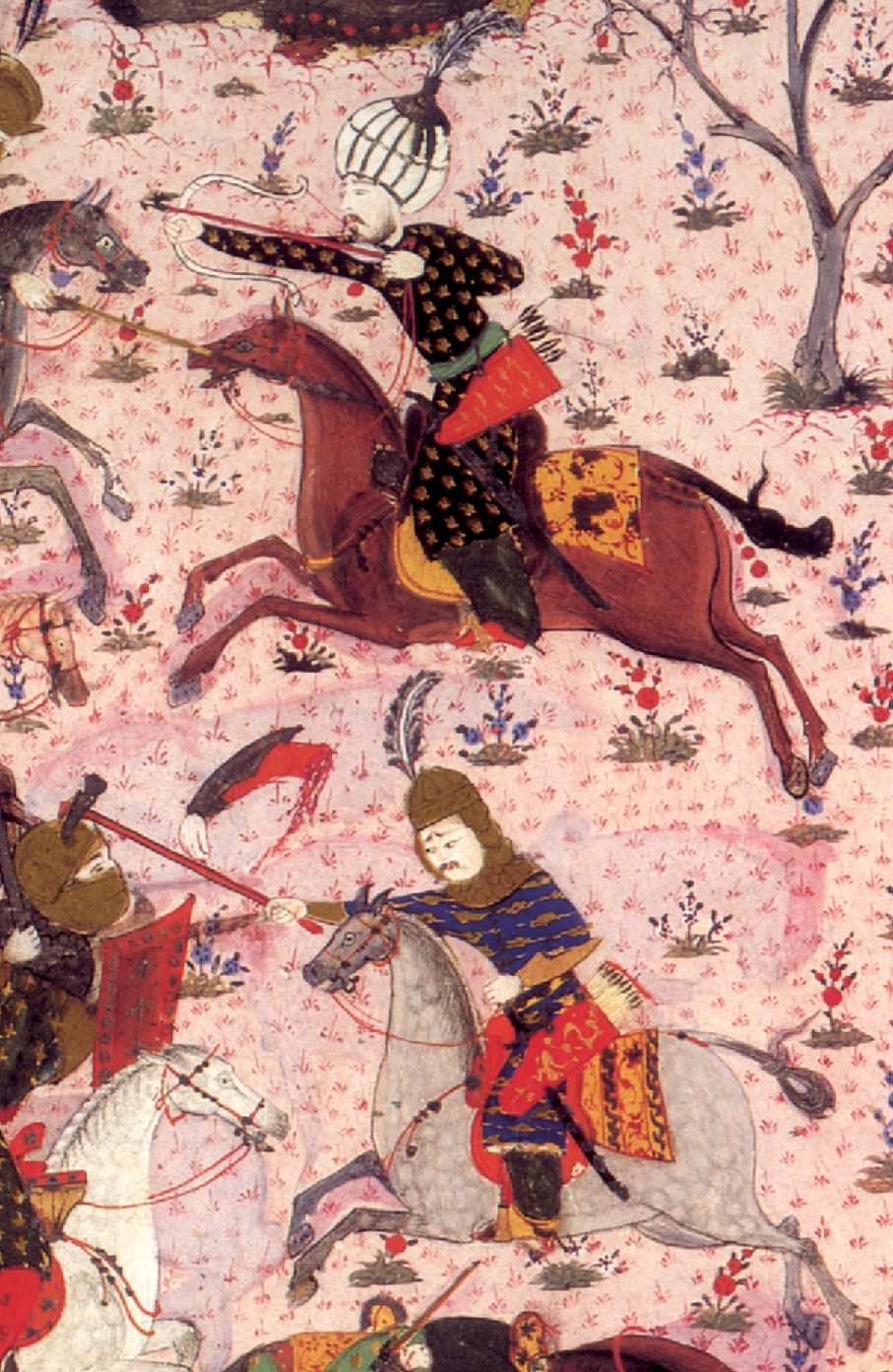
Akindsji's tijden het Slag bij Mohács (1526) (miniatuur uit de Süleymannâme kroniek)

Akıncı (Turks voor "stroper") waren de irreguliere lichte cavalerie-eenheden van het Ottomaanse leger en waren de legereenheden die voorop liepen tijdens veldtochten tezamen met de Basji-bozoeks. Akıncı's bestonden voornamelijk uit gazi's en werkten nauw samen met het reguliere Ottomaanse leger, ondanks dat de Akıncı's niet uitbetaald kregen voor hun verdiensten. Echter, daar waar de Ottomaanse legers niet mochten plunderen, andermans bezittingen vernielen of zelfs hun paarden niet mochten laten grazen op andermans grond, mochten de akıncı's ongelimiteerd plunderen en doden. De akıncı's waren de eerste eenheden van het imperiale Ottomaanse leger die de weg moesten openen voor de rest van het leger. Met hun snelle paarden en lichte cavalerie zaaiden de akıncı's angst en verderf bij de plaatselijke bevolking en vijandelijke legers.